# 9155 Verkhodanov
A 9155 Verkhodanov (ideiglenes jelöléssel 1982 SM7) a Naprendszer kisbolygóövében található aszteroida. Nyikolaj Sztyepanovics Csernih fedezte fel 1982. szeptember 18-án.